# Antico Testamento
Antico Testamento (o anche Vecchio Testamento o Primo Testamento) è il termine, coniato e quindi utilizzato prevalentemente in ambito cristiano, per indicare una collezione di libri ammessa nel canone delle diverse confessioni cristiane che forma la prima delle due parti della Bibbia, che corrisponde all'incirca al Tanakh, chiamato anche Bibbia ebraica. Contiene tutti i libri della Bibbia che precedono la vita di Gesù, a differenza del Nuovo Testamento che contiene solo libri posteriori a Gesù.
Il canone dell'Antico Testamento varia a seconda delle diverse confessioni cristiane. Mentre la Chiesa cattolica e quella ortodossa seguono canoni più ampi ed antichi, cioè il canone alessandrino, derivato dalla versione dei Settanta della Bibbia, le comunità ecclesiali scaturite dalla riforma protestante del XVI secolo hanno generalmente ripreso ad utilizzare, in opposizione al cattolicesimo, il canone consolidatosi a partire dal II secolo in seno alla corrente spirituale ebraica dei farisei, l'unica superstite dopo la repressione della ribellione ai romani, culminata nella distruzione di Gerusalemme, nel 70 d.C., e dalla quale ha tratto origine il moderno ebraismo rabbinico.

## Origine del termine e suoi aspetti
Il termine "Antico Testamento" rende il greco antico Παλαιά Διαθήκη (palaia diatheke, lett. "antico patto") con cui alcuni scrittori e teologi cristiani dei primi secoli (come Ireneo di Lione) legittimarono l'appropriazione cristiana degli scritti ebraici.
Ad avviso di questi autori cristiani, le Scritture ebraiche avevano profetizzato l'avvento di Gesù Cristo, il messia promesso ai giudei, questi ultimi non riconoscendolo come tale avevano tradito l'"antico patto" stretto con Dio per mezzo del "sacrificio" di Isacco da parte di Abramo e, successivamente, rinnovato con la consegna della Torah a Mosè. Con coloro, giudei e gentili, che invece avevano riconosciuto il messia in Gesù Cristo, rappresentando il "vero Israele", Dio avrebbe stretto un "nuovo patto" ovvero un "nuovo testamento".
Lo storico del Cristianesimo, Giovanni Filoramo osserva a tal proposito:
(Giovanni Filoramo. Cristianesimo. Milano, Mondadori/Electa, 2007, pag.60)

## Elenco
| Libro (e sigla)                             | Lingua                                                         | Capitoli e versetti | Composizione | Contenuto | Periodo storico descritto                                                                                                 |
| Torah o Pentateuco                          | Torah o Pentateuco                                             | Torah o Pentateuco  | Torah o Pentateuco | Torah o Pentateuco | Torah o Pentateuco |
| ------------------------------------------- | -------------------------------------------------------------- | ------------------- | --- | --- | --- |
| Genesi (Gn o Gen)                           | ebraico                                                        | 50 1.533            | Stilato e rielaborato nel corso di 8 secoli dal XIII al V secolo a.C. Redazione definitiva in Giudea nel V secolo a.C. su fonti precedenti (vedi Ipotesi documentale), già parzialmente redatte durante l'Esilio di Babilonia (587-539 a.C.)        | 1-11: "preistoria biblica" (creazione, peccato originale, diluvio universale); 12-24: storia di Abramo; 25-36: Storia di Isacco e Giacobbe-Israele; 37-50 Storia di Giuseppe | 1850-1650 a.C. (?) |
| Esodo (Es)                                  | ebraico                                                        | 40 1.213            | Stilato e rielaborato nel corso di 8 secoli dal XIII al V secolo a.C. Redazione definitiva in Giudea nel V secolo a.C. su fonti precedenti (vedi Ipotesi documentale), già parzialmente redatte durante l'Esilio di Babilonia (587-539 a.C.)        | 1-14: soggiorno degli Ebrei in Egitto, schiavitù, liberazione tramite Mosè (Esodo); 15-40: soggiorno nel deserto del Sinai | 1300-1250 a.C. (?) |
| Levitico (Lv)                               | ebraico                                                        | 27 859              | Stilato e rielaborato nel corso di 8 secoli dal XIII al V secolo a.C. Redazione definitiva in Giudea nel V secolo a.C. su fonti precedenti (vedi Ipotesi documentale), già parzialmente redatte durante l'Esilio di Babilonia (587-539 a.C.)        | Insieme di leggi religiose e sociali | 1250 a.C. |
| Numeri (Nm)                                 | ebraico                                                        | 36 1.288            | Stilato e rielaborato nel corso di 8 secoli dal XIII al V secolo a.C. Redazione definitiva in Giudea nel V secolo a.C. su fonti precedenti (vedi Ipotesi documentale), già parzialmente redatte durante l'Esilio di Babilonia (587-539 a.C.)        | Storia di Israele nel deserto | 1250-1200 a.C. (?) |
| Deuteronomio (Dt)                           | ebraico                                                        | 34 959              | Stilato e rielaborato nel corso di 8 secoli dal XIII al V secolo a.C. Redazione definitiva in Giudea nel V secolo a.C. su fonti precedenti (vedi Ipotesi documentale), già parzialmente redatte durante l'Esilio di Babilonia (587-539 a.C.)        | Storia di Israele nel deserto e varie leggi religiose e sociali | Attorno al 1200 a.C. (?)                                                                                                  |
| Profeti anteriori o Libri storici           |                                                                |                     | | | |
| Giosuè (Gs)                                 | ebraico                                                        | 24 658              | Redazione definitiva in Giudea nel V secolo a.C. su fonti precedenti, in particolare la fonte deuteronomista parzialmente redatta nel VII-VI a.C. (vedi Ipotesi documentale), già parzialmente redatte durante l'Esilio di Babilonia (587-539 a.C.) | Storia della conquista della terra di Canaan (Palestina) da parte delle dodici tribù guidate da Giosuè | Circa 1200-1150 a.C. (?)                                                                                                  |
| Giudici (Gdc)                               | ebraico                                                        | 21 618              | Redazione definitiva in Giudea nel V secolo a.C. su fonti precedenti, in particolare la fonte deuteronomista parzialmente redatta nel VII-VI a.C. (vedi Ipotesi documentale), già parzialmente redatte durante l'Esilio di Babilonia (587-539 a.C.) | Storia delle dodici tribù in Canaan e dei Giudici, carismatici capi militari occasionali | Circa 1150-1050 a.C. (?)                                                                                                  |
| 1 Samuele (1Sam)                            | ebraico                                                        | 31 810              | Redazione definitiva in Giudea nel V secolo a.C. su fonti precedenti, in particolare la fonte deuteronomista parzialmente redatta nel VII-VI a.C. (vedi Ipotesi documentale), già parzialmente redatte durante l'Esilio di Babilonia (587-539 a.C.) | Ministero profetico di Samuele; regno di Saul; gioventù di Davide | Circa 1100-1004 a.C. (?)                                                                                                  |
| 2 Samuele (2Sam)                            | ebraico                                                        | 24 695              | Redazione definitiva in Giudea nel V secolo a.C. su fonti precedenti, in particolare la fonte deuteronomista parzialmente redatta nel VII-VI a.C. (vedi Ipotesi documentale), già parzialmente redatte durante l'Esilio di Babilonia (587-539 a.C.) | Regno di Davide | Circa 1004-965 a.C. (?)                                                                                                   |
| 1 Re (1Re)                                  | ebraico                                                        | 22 816              | Redazione definitiva in Giudea nel V secolo a.C. su fonti precedenti, in particolare la fonte deuteronomista parzialmente redatta nel VII-VI a.C. (vedi Ipotesi documentale), già parzialmente redatte durante l'Esilio di Babilonia (587-539 a.C.) | Morte di Davide; Salomone; scissione del Regno di Israele dal Regno di Giuda; ministero del profeta Elia (nel nord); vari re di Israele e Giuda | Circa 965-850 a.C. |
| 2 Re (2Re)                                  | ebraico                                                        | 25 719              | Redazione definitiva in Giudea nel V secolo a.C. su fonti precedenti, in particolare la fonte deuteronomista parzialmente redatta nel VII-VI a.C. (vedi Ipotesi documentale), già parzialmente redatte durante l'Esilio di Babilonia (587-539 a.C.) | Ministero dei profeti Eliseo (nel nord) e Isaia (nel sud); vari re di Israele e Giuda; distruzione e deportazione del Regno di Israele e del Regno di Giuda | Circa 850-587 a.C. |
| Profeti posteriori: Profeti maggiori        |                                                                |                     | | | |
| Isaia (Is)                                  | ebraico                                                        | 66 1.292            | Redazione definitiva in Giudea nel V secolo a.C. di oracoli precedenti di diversa datazione, proferiti in Giudea: "Proto-Isaia" (cc. 1-39): ca. 740-700 a.C.; "Deutero-Isaia" (cc. 40-55): 550-539 a.C. "Trito-Isaia" (cc. 56-66): 537-520 a.C.     | Proto-Isaia: fiducia in Dio, trascendente e fedele; Deutero-Isaia: esortazione al popolo oppresso; il "Servo di Yahweh"; Trito-Isaia: contro l'idolatria; conversione delle nazioni pagane | Circa 736-704 a.C. |
| Geremia (Ger)                               | ebraico                                                        | 52 1.364            | Redazione definitiva in Giudea nel V secolo a.C. di oracoli precedenti datati tra il 626-586 a.C. circa, proferiti nel Regno di Giuda | Oracoli esortanti alla sottomissione a Babilonia | Circa 627-585 a.C. |
| Ezechiele (Ez)                              | ebraico                                                        | 48 1.273            | Redazione definitiva in Giudea nel V secolo a.C. di oracoli precedenti datati tra il 592-571 a.C. circa, proferiti nel Regno di Giuda e nell'Esilio di Babilonia                                                                                    | Dio è sempre con il suo popolo anche se questo è in esilio a Babilonia, alla fine Israele sarà vittorioso e Gerusalemme e il tempio saranno ricostruiti | Circa 593-571 a.C. |
| Profeti posteriori: Profeti minori o Dodici |                                                                |                     | | | |
| Osea (Os)                                   | ebraico                                                        | 14 197              | Regno di Israele, circa 750-725 a.C. | Amore di Dio per Israele, che però è infedele con l'idolatria. Annuncio del castigo per Efraim-Samaria (conquista assira) | Prima parte dell'VIII secolo a.C.                                                                                         |
| Gioele (Gl)                                 | ebraico                                                        | 3 73                | Regno di Giuda, circa fine VII - inizio VI secolo a.C. (?) | Calamità su Giuda, giorno del Signore, sconfitta dei nemici, salvezza di Giuda | Fine del IX secolo a.C. (regno di Ioas di Giuda)                                                                          |
| Amos (Am)                                   | ebraico                                                        | 9 146               | Regno di Giuda, circa 775-750 a.C. | Invito alla preghiera, minaccia di castighi, esortazione alla speranza | Prima parte dell'VIII secolo a.C. (regno di Geroboamo II d'Israele)                                                       |
| Abdia (Abd)                                 | ebraico                                                        | 1 21                | Giudea, poco dopo il 587 a.C. | Oracoli contro Edom, rivincita finale degli Israeliti | 587-586 a.C. |
| Giona (Gio)                                 | ebraico                                                        | 4 48                | Redazione definitiva in Giudea dopo l'Esilio di Babilonia (circa 530-500 a.C.) | Predicazione di Giona a Ninive, invito alla conversione per tutti i popoli, non solo gli Ebrei | Ambientato nella prima parte dell'VIII secolo a.C.                                                                        |
| Michea (Mic)                                | ebraico                                                        | 7 105               | Regno di Giuda, circa 750-697 a.C. oppure circa 725-680 a.C. | Esortazione contro ingiustizia sociale, idolatria, annuncio di castigo, speranza messianica | Fine del IX secolo a.C.                                                                                                   |
| Naum (Na)                                   | ebraico                                                        | 3 47                | Regno di Giuda, in un periodo imprecisato tra il 663 e 612 a.C. | Profetizza la conquista e distruzione di Ninive, capitale degli Assiri, minaccia degli Ebrei | Inizio del VII secolo a.C. (dopo la caduta di Israele)                                                                    |
| Abacuc (Ab)                                 | ebraico                                                        | 3 56                | Regno di Giuda, fine VII - inizio VI secolo a.C. | Esortazione alla fedeltà a Dio nonostante le avversità | Fine VII secolo a.C. |
| Sofonia (Sof)                               | ebraico                                                        | 3 53                | Regno di Giuda, tra il 630-609 a.C. circa | Esortazione agli Ebrei, giudizio delle nazioni, promessa di restaurazione | Metà del VII secolo a.C.                                                                                                  |
| Aggeo (Ag)                                  | ebraico                                                        | 2 38                | Giudea, 520 a.C. | Esortazione a ricostruire il tempio di Gerusalemme, speranza messianica | 520 a.C. |
| Zaccaria (Zac)                              | ebraico                                                        | 14 211              | "Proto-Zaccaria" (cc. 1-8): oracoli proferiti in Giudea nel 520-518 a.C.; "Deutero-Zaccaria" (cc. 9-14): redazione in Giudea circa 330-300 a.C. o II secolo a.C.                                                                                    | Proto-Zaccaria: esortazione alla ricostruzione del tempio di Gerusalemme, governo ideale sacerdote e principe, speranza messianica (in Zorobabele); Deutero-Zaccaria: esaltazione del re-messia, il sacrificio di un "trafitto" dal quale deriva salvezza (riferito all'uccisione di Onia III o Simone Maccabeo) | Circa 500 a.C. |
| Malachia (Mal)                              | ebraico                                                        | 4 55                | Giudea, circa 480-460 a.C. | Esortazione al culto a Dio, contro l'infedeltà | Circa 450 a.C. |
| Scritti                                     |                                                                |                     | | | |
| Salmi (Sal)                                 | ebraico                                                        | 150 2461            | Composizione estremamente variegata, redatta definitivamente in Giudea forse alla fine del III secolo a.C. | 150 salmi (o inni) di vario genere: lodi, suppliche, meditazioni sapienziali | |
| Proverbi (Pr)                               | ebraico                                                        | 31 915              | Redazione definitiva in Giudea nel V secolo a.C. di materiale risalente all'XI-X secolo a.C. | Vari proverbi e detti sapienziali | - |
| Giobbe (Gb)                                 | ebraico                                                        | 42 1070             | Racconto poetica sapienziale risalente all'XI-X secolo a.C., con redazione definitiva (prologo ed epilogo) in Giudea verso il 575 a.C. | Meditazione circa il perché Dio permette il male all'uomo giusto. Nucleo poetico antico: Dio è troppo distante dall'uomo perché questi possa capirlo e giudicarlo, speranza di un "redentore" che riscatterà il male. Epilogo tardivo: Dio retribuisce in terra il male subito dal giusto                        | - |
| Cantico dei cantici (Ct)                    | ebraico                                                        | 8 117               | Redazione definitiva in Giudea nel V o III secolo a.C. con qualche testo più antico (forse X secolo a.C.) | Poemi in forma dialogica tra un uomo (anonimo) e una donna ("Sulammita") | - |
| Libro di Rut (Rt)                           | ebraico                                                        | 4 85                | Giudea, V secolo a.C. | Romanzo descrivente la vita di Rut, non ebrea, modello di pietà e nonna del futuro Re Davide | Ambientato nell'XI secolo a.C.                                                                                            |
| Lamentazioni (Lam)                          | ebraico                                                        | 5 154               | Giudea, poco dopo la distruzione di Gerusalemme (587 a.C.) | Inni poetici descriventi la desolazione di Gerusalemme distrutta, castigo per i peccati | - |
| Qoelet o Ecclesiaste (Qo o Ecc)             | ebraico                                                        | 12 222              | Giudea, III secolo a.C. | Considerazione pessimiste sulla vita | - |
| Ester (Est)                                 | ebraico                                                        | 10 167              | Mesopotamia (Babilonia?), fine II secolo a.C. | L'ebrea Ester, figlia di Mardocheo, diventa moglie del re persiano Assuero e salva il popolo ebraico dai complotti del malvagio Aman | Ambientato nel 485 a.C. (o 464 a.C.)                                                                                      |
| Daniele (Dan)                               | ebraico e aramaico                                             | 12 357              | Giudea, attorno al 164 a.C. | Vicende del saggio ebreo Daniele che rimane fedele a Dio, visioni apocalittiche preannuncianti il Figlio dell'Uomo-Messia ebreo e il regno di Dio | Ambientato nell'esilio di Babilonia (587-538 a.C.)                                                                        |
| Esdra (Esd)                                 | ebraico e aramaico                                             | 10 280              | Giudea, fine IV - metà III secolo a.C. | cc. 1-6: ritorno dall'esilio di Babilonia, ricostruzione del tempio; cc. 7-10: attività riformatrice di Esdra a Gerusalemme, riforma religiosa | 1-6: 538-515 a.C.; 7-10: dal 398 a.C. (?)                                                                                 |
| Neemia (Ne)                                 | ebraico                                                        | 13 406              | Giudea, fine IV - metà III secolo a.C. | Attività riformatrice di Neemia a Gerusalemme, ricostruzione delle mura | 445-432 a.C. |
| 1 Cronache (1Cr)                            | ebraico                                                        | 29 942              | Giudea, tra il 330-250 a.C. | 1-9: genealogie da Adamo a Davide 10-29: regno di Davide | Dalla creazione alla morte di Davide, circa 970 a.C.                                                                      |
| 2 Cronache (2Cr)                            | ebraico                                                        | 36 822              | Giudea, tra il 330-250 a.C. | 1-9: regno di Salomone 10-36: regno di Giuda, distruzione, esilio, ritorno | Dal 970 circa al 538 a.C.                                                                                                 |
| Deuterocanonici                             |                                                                |                     | | | |
| Ester (Est)                                 | greco                                                          | 10 260              | Egitto (forse Alessandria), circa 114-113 a.C. (o 48-47 a.C.) | Come il Libro di Ester ebraico con alcune aggiunte di carattere meraviglioso-miracoloso | Ambientato nel 485 a.C. (o 464 a.C.)                                                                                      |
| Giuditta (Gdt)                              | greco (su prototesto ebraico perduto)                          | 16 340              | Giudea, fine II secolo a.C. (testo ebraico di metà II secolo a.C.) | La città giudea di Betulia è sotto assedio da parte di Oloferne, generale assiro, e viene liberata grazie all'ebrea Giuditta | Ambientato al tempo di Nabucodonosor (605-562 a.C.), "re degli Assiri" [sic]                                              |
| Tobia (Tb)                                  | greco (su prototesto aramaico perduto)                         | 14 249              | Giudea, circa 200 a.C. | Tobi, un pio ebreo deportato dagli Assiri, diventa cieco. Il figlio Tobia compie un viaggio e lo guarisce con l'aiuto di Raffaele | Ambientato nell'VIII-VII secolo a.C.                                                                                      |
| 1 Maccabei (1Mac)                           | greco (su prototesto ebraico perduto)                          | 16                  | Giudea, circa 100 a.C. | Descrive la lotta per l'indipendenza della Giudea dei fratelli Maccabei (Giuda, Gionata, Simone) contro i re seleucidi | Dal 332 a.C. al 134 a.C.                                                                                                  |
| 2 Maccabei (2Mac)                           | greco                                                          | 15                  | Riassunto composto poco dopo al 124 a.C. forse ad Alessandria d'Egitto di un'opera di Giasone di Cirene, di poco dopo il 160 a.C. | Descrive la lotta per l'indipendenza della Giudea di Giuda Maccabeo contro i re seleucidi | Dal 180 a.C. al 161 a.C.                                                                                                  |
| Sapienza (Sap)                              | greco                                                          | 19                  | Alessandria d'Egitto, tra il 20 a.C. e il 38 d.C. (dal biblista G. Scarpat). Scritto da Filone o da un filoniano-alessandrino. | Esaltazione della Sapienza divina | Ultimo Libro dell'Antico Testamento Descrive alcuni eventi di Caligola: le statue del dio imperatore nei luoghi di culto. |
| Siracide (Sir)                              | greco (su prototesto ebraico perduto e poi in parte ritrovato) | 51                  | Composto in ebraico circa nel 180 a.C. a Gerusalemme da "Giosuè figlio di Sirach", tradotto in greco dal nipote poco dopo il 132 a.C. | Sintesi della religione tradizionale e della sapienza comune | - |
| Baruc (Bar)                                 | greco                                                          | 5                   | 1,1-3,8: forse Antiochia, forse poco dopo il 164 a.C.; 3,9-4,4: II secolo a.C.; 4,5-5,9: seconda metà II secolo a.C. | 1,1-14: introduzione storica pseudoepigrafa; 1,15-3,8: preghiera penitenziale; 3,9-4,4: meditazione della Sapienza; 4,5-5,9: esortazione e consolazione di Gerusalemme | Incipit pseudoepigrafo ambientato nel 582 a.C.                                                                            |
| Lettera di Geremia (Let-ger o Bar 6)        | greco                                                          | 1 72                | Giudea, fine II secolo a.C. | Contro l'idolatria | - |
| Aggiunte a Daniele                          | greco (forse su prototesto ebraico perduto)                    | -                   | Alessandria, metà del II secolo a.C. | 3: Preghiera di Azaria e Cantico dei tre giovani nella fornace; 13: Storia di Susanna; 14: Bel e il Drago | - |

Circa i testi che i protestanti indicano come "apocrifi", essi non sono propriamente considerati canonici ma vengono solitamente aggiunti in appendice alle Bibbie (per esempio la Bibbia di Lutero o la Bibbia di Re Giacomo) in quanto, sebbene non possono servire a fondarvi la fede, possono risultare utili a nutrire la pietà dei cristiani. In molte edizioni protestanti contemporanee però, soprattutto nei formati più ridotti ed economici, tali testi non sono riportati neanche come appendici.

## Contenuto
Il Pentateuco comincia con la narrazione della creazione del mondo, con la spiegazione della caduta di Adamo, del Diluvio universale e dei patriarchi: Abramo, Isacco e Giacobbe. Quest'ultimo ha dodici figli, che sono presentati come i capostipiti del popolo degli Israeliti. La storia di uno di essi, Giuseppe, e dei suoi fratelli, è collegata con il trasferimento degli ebrei in Egitto. La liberazione dalla schiavitù d'Egitto (XII secolo a.C.), sotto la guida di Mosè, è l'evento che a livello storiografico sancisce la nascita di Israele come popolo. Al passaggio del Mar Rosso seguono il racconto dell'Alleanza del Sinai, i quarant'anni di peregrinazione nel deserto, le lotte per l'installazione nella terra promessa.
Dopo i primi tempi, in cui Israele è una confederazione di tribù, Saul è il primo re di Israele. Gli succede Davide (c. 1000 a.C.), che è il vero iniziatore della monarchia: sotto il suo regno le 12 tribù sono unite. Suo figlio Salomone aumenterà lo splendore della monarchia israelita, e in particolare realizzerà la consacrazione del tempio. Però alla sua morte l'unità del regno si rompe e il popolo rimane diviso: il regno di Israele al nord, con capitale Samaria, e il regno di Giuda al sud, con capitale Gerusalemme. In entrambi i regni vari profeti richiamano continuamente i re e il popolo alla fedeltà all'alleanza del Sinai, e preannunciano sventure e redenzione.
Nel 721 a.C. l'invasione degli Assiri pone fine alla esistenza del regno del Nord : Il popolo è deportato in varie regioni dell'impero assiro, e mai riuscirà a riorganizzarsi per tornare a occupare la sua terra.
Il regno del Sud continua fino al 587 a.C., quando avviene la distruzione di Gerusalemme ad opera di Nabucodonosor e l'esilio babilonese, che durerà fino al 538 a.C.
Durante l'esilio, il popolo che ha perduto la sua terra, il suo tempio, le sue feste, trova nella codificazione delle leggi (libro del Levitico) e nella profezia di Ezechiele la forza che lo mantiene unito. Sotto il regno di Dario, la differente politica dei deportatori permetterà il ritorno di un gruppo alla terra di Israele e la ricostruzione del tempio.
Israele è ormai una provincia dell'impero dei medi. Non avrà più autonomia politica. Svilupperà una vita esclusivamente religiosa, con la nascita di vari testi sapienziali.
Nel 165 a.C. il monarca ellenistico Antioco IV Epifane vorrà imporre un'ellenizzazione del popolo ebreo, e questo susciterà una lotta di liberazione. Ne saranno le guide Mattatia e, alla sua morte, Giuda Maccabeo. Queste lotte sono documentate nei libri dei Maccabei. Il libro di Daniele è un testo scritto per fortificare la lotta del popolo e invitarlo alla perseveranza.
La Bibbia contiene inoltre testi di preghiere da essere eseguiti in musica (i Salmi) e vari altri libri sapienziali.

## Prescrizioni alimentari
Tra i molti precetti contenuti nell'Antico Testamento si trovano anche precetti che difficilmente sono ritenuti comprensibili oggi per chi non è ebreo o non sa nulla della religione ebraica, come la proibizione di mangiare tutti quegli animali acquatici che non hanno pinne né squame (Levitico, 11, 9-12). Considerando tali proibizioni alla lettera, nell'ebraismo ortodosso vige come conseguenza il divieto di mangiare aragoste, polpi, e calamari.
Secondo l'Islam l'Antico Testamento è un testo divino, tuttavia corrotto dal tempo e da taluni ebrei (il tempo e taluni cristiani avrebbero corrotto a loro volta il Nuovo Testamento, anch'esso considerato d'ispirazione divina).
Il Corano cita in proposito moltissime volte in modo non letterale i personaggi e le vicende narrate nella Bibbia ebraica (oltre che nel Nuovo Testamento e anche nei Vangeli apocrifi), facendo pensare ad una conoscenza per via orale dell'Antico Testamento da parte di Maometto.
Il Corano sarebbe dunque nient'altro che l'ennesima (ma ultima) rivelazione divina agli uomini affinché ubbidiscano al volere del Creatore.

## L'Antico Testamento e la filosofia greca
Dal III secolo a.C. il mondo culturale giudaico si era aperto alla filosofia ellenistica. L'Antico Testamento appariva conciliabile con alcuni aspetti del pensiero filosofico greco: il rigoroso monoteismo
ebraico trovava riscontro nella teologia di Platone (il Demiurgo) e di Aristotele (il Motore immobile); la distinzione fra materia e spirito del Libro di Giobbe era rintracciabile nel dualismo di Platone ed in quello orfico-pitagorico; il peccato originale narrato nel Genesi sembrava presente anche in alcune manifestazioni del pessimismo greco; la credenza negli angeli, mediatori fra Yahweh e gli uomini, non era priva di affinità con l'antichissima concezione dei dèmoni. La Palestina risente di questi influssi: la setta degli Esseni rivela affinità con il pitagorismo nell'ideale ascetico, nelle abitudini vegetariane, nell'organizzazione monastica (analogamente la setta dei Terapeuti ad Alessandria d'Egitto). Il maggiore sincretismo filosofico-religioso si manifesta ad Alessandria d'Egitto. Qui gli ebrei ellenizzati erano molti e qui fu iniziata la versione dei Settanta durante il regno di Tolomeo II Filadelfo (285-246 a.C.): essa compì una importante mediazione fra pensiero greco e pensiero giudaico. Ad Alessandria d'Egitto visse Aristobulo che, nell'Esegesi delle Sacre Scritture interpretate con l'allegoria, tentò di dimostrare che la filosofia greca era derivata dalla Bibbia. Ebreo di cultura greco-alessandrina fu l'autore del Libro della Sapienza (II secolo a.C.) ed anche la vasta opera di Filone d'Alessandria s'inquadra in questa sintesi greco-giudaica.

## Adattamenti cinematografici e televisivi
- I dieci comandamenti (The Ten Commandments, 1923), regia di Cecil B. De Mille
- I dieci comandamenti (1945), regia di Giorgio Walter Chili
- I dieci comandamenti (The Ten Commandments, 1956), regia di Cecil B. De Mille (remake dello stesso regista del film del 1923)
- I dieci comandamenti (2003), spettacolo musicale
- In principio: Storie dalla Bibbia, serie tv d'animazione di 26 episodi, ideata da Osamu Tezuka e realizzata da Osamu Dezaki
- Storie della Bibbia o Progetto Bibbia, serie tv realizzata da Lux Vide, BetaFilm e RAI che hanno fondato l'apposita società Lubě. Sono stati realizzati finora 21 film dell'Antico e del Nuovo Testamento.
- Il principe d'Egitto (1998), film d'animazione su Mosè.
- Giuseppe - Il re dei sogni, film d'animazione su Giuseppe e i suoi fratelli.

### Riferimenti
1. ↑  2 Cor 3,14
2. ↑  Giovanni Filoramo. Cristianesimo. Milano, Mondadori/Electa, 2007, pag.60
3. ↑  Tratto dal sito Blue Letter Bible.
4. ↑   Esd 4,8-6,18;7,12-26, su laparola.net.
5. ↑  Aristobulo di Alessandria nell'Enciclopedia Treccani
6. ↑  Giuseppe Faggin, "La filosofia greco-giudaica" in Storia della Filosofia, vol. 1, pag. 142, ed. Principato, Milano, 1983.